# Sohland a. d. Spree
Sohland a. d. Spree település Németországban, azon belül Szászország tartományban. Lakosainak száma 6528 fő (2023. december 31.). Sohland a. d. Spree Šluknov, Velký Šenov és Lipová községekkel határos.

## Népesség
A település népességének változása:
| Lakosok száma | 6769 | 6775 | 6501 | 6552 | 6528 |
|               | 2017 | 2019 | 2021 | 2022 | 2023 |